# Rosa Peña de González
Rosa Peña Guanes, posteriorment Rosa Peña de González (Asunción, 30 d'agost 1843 – Buenos Aires, 8 novembre 1899), va ser una mestra i primera dama del Paraguai.
Filla del funcionari Manuel Pedro de Peña i de Rosario Guanes.
Estigué casada amb Juan Gualberto González (Asunción, 1847-1912), que fou president de la República de Paraguai.